# Joachim Jung (Maler)

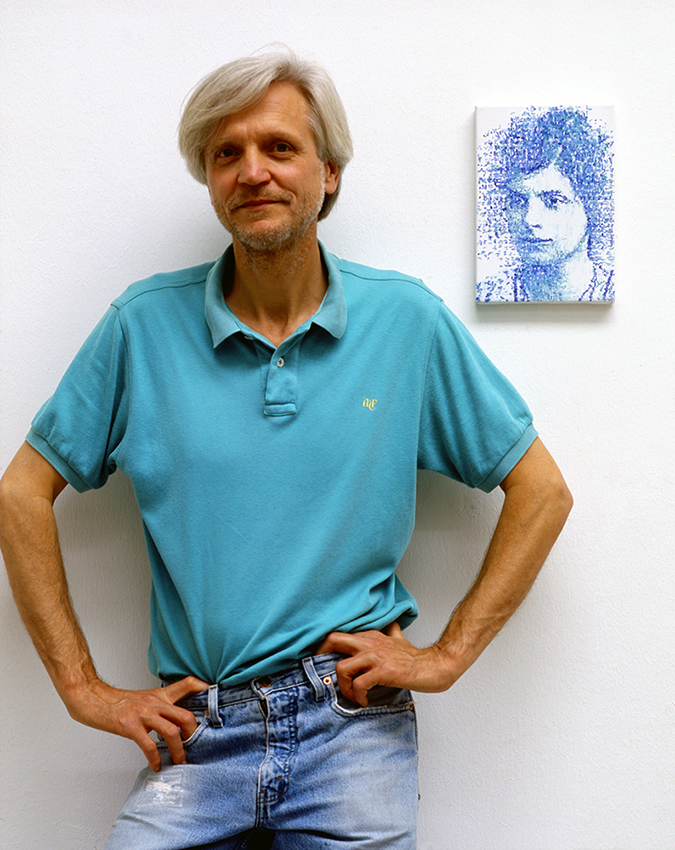
Der Künstler Joachim Jung. Foto: Wilfried Petzi, München 2005

Joachim Jung (* 27. Februar 1951 in Bamberg) ist ein deutscher Künstler.

## Biografie
Jung studierte von 1973 bis 1980 an den Kunstakademien in München und in Kopenhagen. 1978 erhielt er ein DAAD-Stipendium für Dänemark, 1983 ein Förderstipendium der Stadt München, 2001 ein Arbeitsstipendium in Salzburg und 1987 ein Graduiertenstipendium der Akademie der Bildenden Künste München für das Projekt München-Kairouan. 1997 bekam er den Friedrich-Baur-Preis der Bayerischen Akademie der Schönen Künste verliehen, 2009 erhielt er den Schwabinger Kunstpreis vom Kulturreferat der Stadt München. Joachim Jung lebt als freischaffender Künstler in München.

## Werk

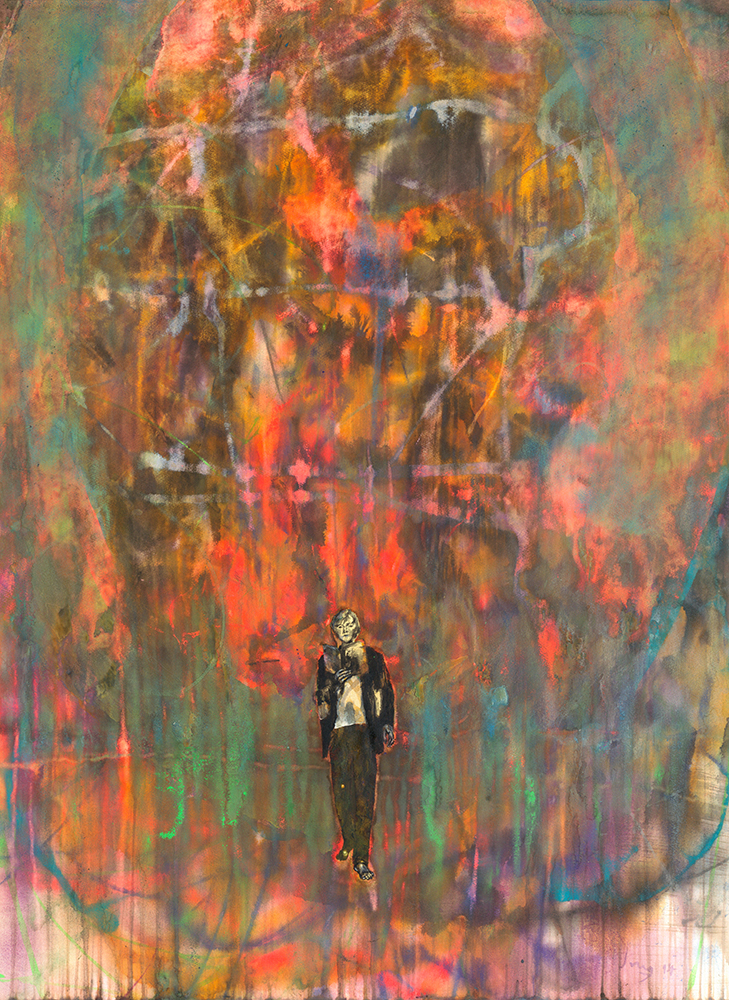
Joachim Jung, Selbst unterwegs, Aquarell, 2014

Nach einem oft zitierten Diktum von Wieland Schmied ist Joachim Jung Spurensucher und Maler. Er beschäftigt sich mit Menschen, ihren Lebensgeschichten und Lebensräumen. Akribisch erforscht er die Biografien und Werke von Malern, Schriftstellern, Wissenschaftlern und Forschern meist über Jahre hinweg. Es entstehen umfangreiche, vielschichtige Serien und Zyklen, die auf einer Ebene als kritische, analytische Erinnerungsprojekte lesbar sind. Die verarbeiteten Lebens- und Werkspuren sind aber nie illustrativ, sondern werden in eigene Bildwelten überführt und in ihnen poetisch verwandelt.
Von 1980 bis 1985 entstehen Porträts und Figurenbilder, vor allem auch seiner Frau Traudi Jung, und Selbstporträts im Atelier wie das Bild Zwischen drinnen und draußen. Das Interesse für Fremdes, Reisen, sei es konkret oder in ausgedehnter Lektüre, wird thematisch.
Eine erste, große Bilderfolge (1984–1987), in der Joachim Jung sich auf Spurensuche Van Goghs begibt, trägt den Titel Der Maler unterwegs. Ein Titel, der generell für die Arbeit des Künstlers gelten kann. In vielen Variationen wird eine allegorische Bildfigur, die Van Goghs Bild Der Maler unterwegs nach Tarascon zitiert, bis in die Gegenwart durchgespielt. Oft beschäftigt sich der Künstler mit Malern und Autoren, die gleichzeitig große Fußgänger und Wanderer waren. Es entstehen Zyklen wie etwa die Hermann-Lenz-Bilder, die er 2004 ausstellt oder der umfangreiche Jean-Paul’sche Bildersaal, der 2013 zu sehen war. In letzter Zeit erkundete Jung die Arbeitsspuren des Naturforschers Alexander von Humboldt. Dessen Aufenthalt als Bergbeauftragter im Fichtelgebirge veranschaulichen poetische Aquarelle (2020), die Orte und Zeitebenen magisch verweben.
Gehen ist bei Jung Teil der Arbeitsmethode. In einer Selbstbeschreibung berichtet der Künstler, er gehe in seinen Forschungen in aufmerksamer Betrachtung Wege nach, gegenwärtig, im Rhythmus der Schritte nach innen wandernd, die Dialektik des Gehens interessiere ihn. Am ehesten entspricht dies dem sauntering aus Henry David Thoreaus Essay Walking. Eigene Wanderungen in Deutschland und die Literatur des amerikanischen Autors verbinden sich im umfangreichen Bildzyklus Landschaft und Gedächtnis (1990–1993).

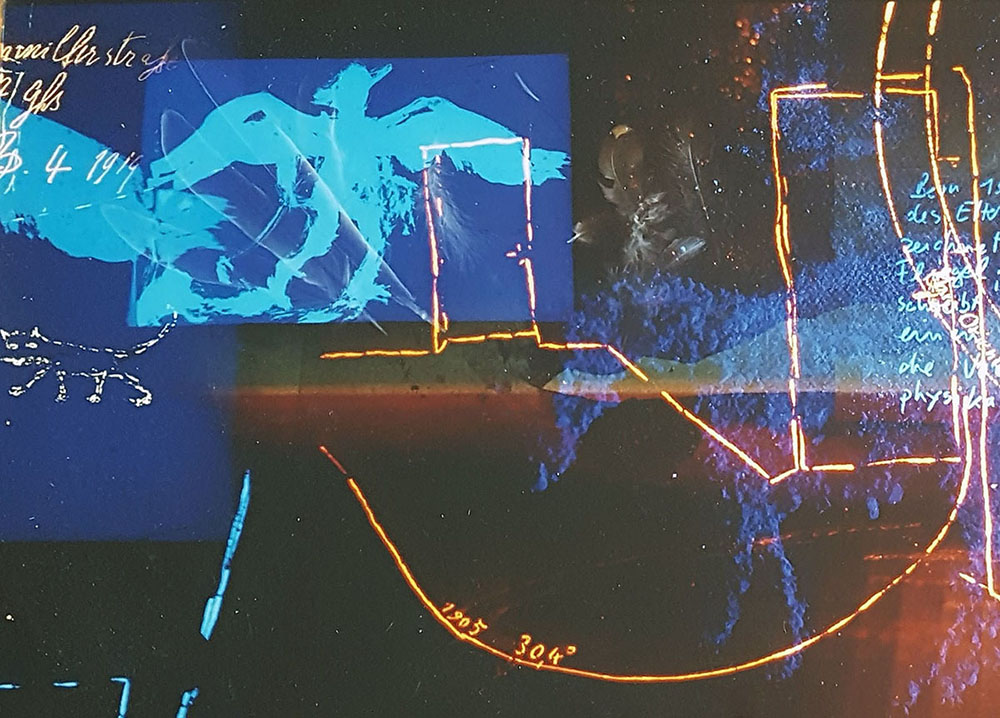
Allegorische Bildfigur. Ausschnitt aus: Joachim Jung 'Mare orientale - Paul Klees Küche', 1994

Ein Sonderfall im Werk Joachim Jungs ist Paul Klee. Seit den achtziger Jahren bis in die Gegenwart entstehen komplexe Forschungs- und Erinnerungsarbeiten, Serien und großformatige Bildnisse. Ausgangspunkt ist eine umfangreiche Beschäftigung mit August Macke, die Arbeit am Bilderzyklus Le dernier voyage d’August Macke (1988–1995). Auf den Spuren der Tunisreise Mackes, Moilliets und Klees, unternimmt Jung eigene Tunesienreisen und verarbeitet sie im Zyklus München-Kairouan (1990). Ausführlich beschäftigt er sich mit den Münchner Jahren Paul Klees und seiner Zeit während des Militärdiensts in Landshut, in der Fliegerstation Schleißheim und der Fliegerschule Gersthofen während des Ersten Weltkriegs. Er entdeckt 1989 eine Brandmauer in der Ainmillerstraße 32, an der sich die im Krieg zerstörte Wohnung der Familie Klee abzeichnet. Diese erforscht er unter anderem in Gesprächen mit dem Sohn des Malers Felix Klee, baut sie nach aufwendigen Recherchen nach und macht sie in einer Serie von Schwarzaquarellen sichtbar.
Die jeweiligen Werke sind vielschichtig, Zeiten und Räume verdichten sich in freier Komposition und eröffnen vielfältige Deutungsspielräume. Kunst, Literatur und Wissenschaft sind Parallelwelten, die ineinandergreifen. Die im Einzelnen akribisch erforschten und gefundenen Rechercheergebnisse werden zu Ausgangsmaterialien neuer Bildwelten. Joachim Jung experimentiert mit Collage- und Montagetechniken, Techniken des Aufeinanderkopierens und Mehrfachbelichtens. Es entstehen große Zettelbilder, wie er seine Technik nennt, auch analoge Fotoarbeiten mit komplexen Überblendungen und Lichtzeichnungen. Im Laufe der Jahre wird das sichtbare Collagieren eher zu einer filigranen Zitattechnik, die die verschiedenen Ebenen oft auch assoziativ verwebt. Bevorzugtes Medium ist das Aquarell, oft in Verbindung mit Zeichnung, Fotos, Schrift- und Textelementen.
Seit 2000 sind wichtige Werkkomplexe Kunst auf Glas. Zu Thomas Mann und der Familie Mann entstand im Laufe der Jahre für das Thomas-Mann-Forum München ein Gedenktafelkunstwerk. Seit Ende der Neunziger Jahre beschäftigt sich Jung eingehend mit Optik, den Phänomenen der Lichtbrechung und Farbspektren. Die Leuchtkraft der Farbenwelt, die Joachim Jungs Arbeiten auszeichnet, findet im Werkstoff Glas ein ideales Medium. Als vorläufig letzter Höhepunkt entstand in Zusammenarbeit mit der „Mayer’schen Hofkunstanstalt“ in München 2011/2012 das achtzig Meter lange hochkomplexe Glaskunstwerk Linde-Partitur.

## Kunst am Bau und im öffentlichen Raum

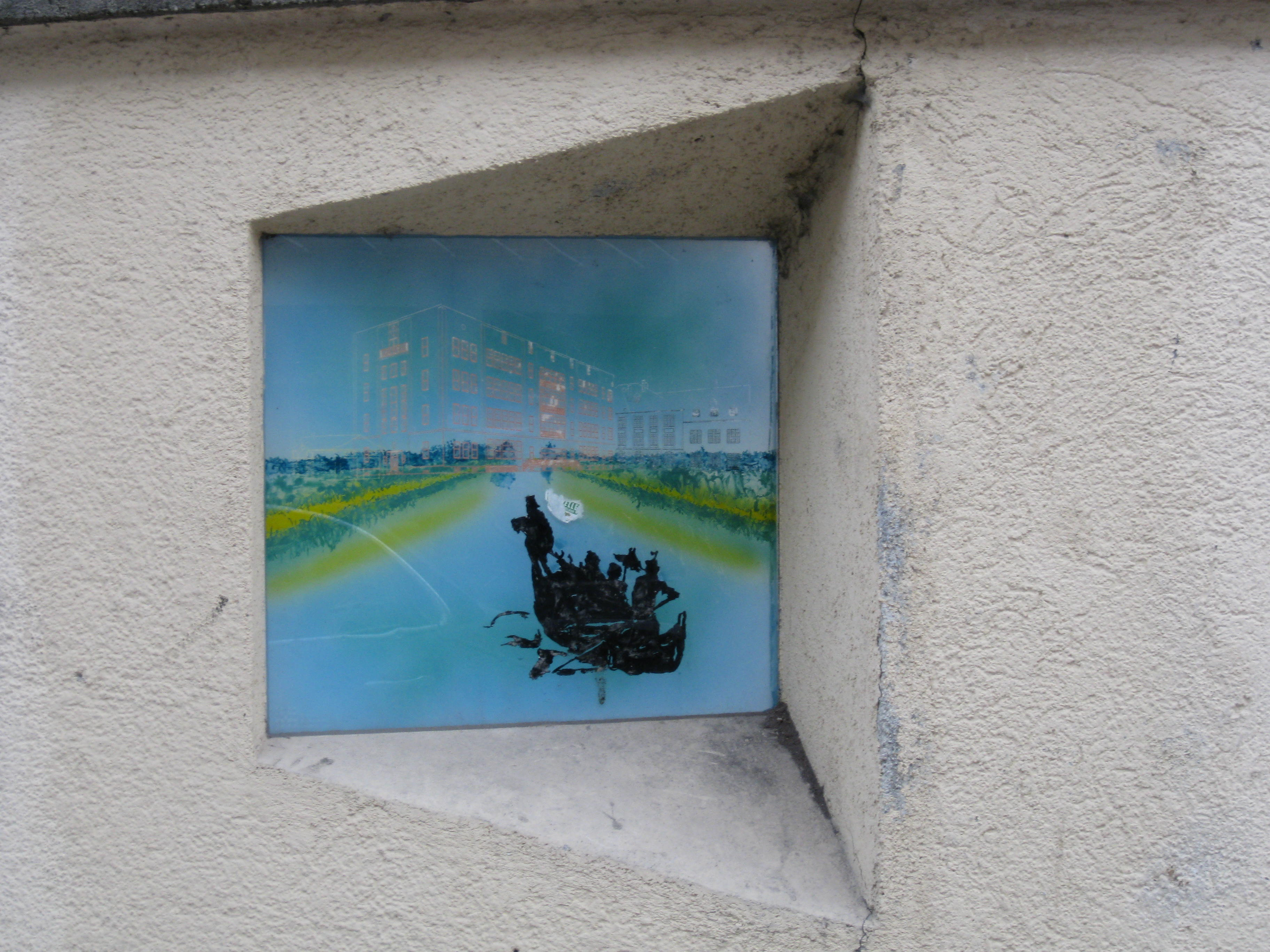
Eines der fünf 'Türkengrabenfenster' von Joachim Jung, 2005

- 1998 Ortsbeschreibung, München, zusammen mit Dirk Heißerer
- 1998–1999 Joseph-von-Fraunhofer-Treppe, Stadthalle Straubing
- 2000 Familie Mann, München, Franz-Joseph-Straße 2
- 2000–2001 Sieben Jenaer Optiker, Fachhochschule Jena
- 2003 Gedenktafel im Waldfriedhof München. Einstiges Familiengrab (WAT 12-W-20) von Julia Mann, Carla und Viktor Mann sowie dessen Frau Nelly
- 2005 Bauvorhaben Türkengraben, zur Bundesgartenschau München. Türkengrabenfenster. An der Pausenhofmauer der Schule an der Türkenstraße in München erinnern fünf in eine Mauer eingelassene „Fenster“  an den Türkengraben. Die Fenster wurden von der „Stiftung Straßenkunst“ der Münchener Stadtsparkasse gefördert.
- 2009 Ismaninger Portraits, zu 1200 Jahre Ismaning, im Schlosspark Ismaning
- 2011 – 2019 Linde-Partitur, Carl-von-Linde-Haus, Klosterhofstraße 1, München. Seit Ende 2019 abgebaut. Dokumentiert in: Linde-Partitur, Film von Jacqueline Kaess-Farquet, independent artfilms, 2012
- 2021 Dirk Heißerer, Joachim Jung: Gedenktafel für das jüdische Künstlerehepaar Julius Wolfgang Schülein und Suzanne Carvallo-Schülein, München. Leopoldstraße 21 / Ecke Franz-Joseph-Straße.[9]

## Ausstellungen (Auswahl)
- 1982 / 1985 / 1990 Ausstellungen in der Galerie im Schlosspavillon, Ismaning
- 1987 Albrecht-Dürer-Gesellschaft, Nürnberg; Kunstverein Gauting
- 1988 / 1989 / 1992 / 1995 Le dernier voyage d’August Macke, Goethe-Institut Tunis; Westfälisches Landesmuseum, Münster; Musée Arthur Rimbaud, Charleville-Mézières; Falkenhof-Museum, Rheine
- 1990 München-Kairouan, Akademie-Galerie München; Kunstverein Dill-Lahn, Herborn; Kunstverein Braunschweig
- 1993 Henry David Thoreau, Landschaft und Gedächtnis, Lyrik-Kabinett, Aspekte Galerie und Gasteig, München
- 1995 Eine Folge von GeSchichten, Paläontologisches Museum München
- 1996 / 1997 / 1998 / 2001 À la Leporello – Paul Klee, Seidlvilla, München; Stadthalle Gersthofen; Galerie im Liebenweinturm, Burghausen; Haus Bärenwald, Jena
- 1999 Hochschule für Fernsehen und Film, München
- 2002 Augustes Suite, Kallmann-Museum, Ismaning
- 2003 Eugenies Suite, Villa Eugenia, Hechingen
- 2004 Hermann-Lenz-Bilder, Lyrik Kabinett, München
- 2005 / 2006 Joachim Jung. Bilder aus 25 Jahren, Kallmann-Museum, Ismaning; Kunstmühle Salzburg
- 2008 … Ich werde das Gartentor öffnen lassen … mit herzlichem Gruß Ihr Klee, Kunstarkaden München
- 2010 Ismaninger Portraits, Schlossmuseum Ismaning
- 2013 Jean Paul’scher Bildersaal, Schlossmuseum Ismaning
- 2013 / 2014 Joachim Jung auf den Spuren von Paul Klee, Ballonmuseum Gersthofen
- 2014 Bilder aus 40 Jahren, Malura Museum, Oberdießen
- 2016 Aquarelle, Gemälde, Zeichnungen, Münchner Künstlerhaus
- 2020 Eine Suche nach Alexander von Humboldt in Bildern, Galerie im Schlosspavillon, Ismaning

## Kataloge und Bücher
- Bilder zu Macke und Van Gogh, Albrecht-Dürer-Gesellschaft, Nürnberg, 1987
- Le dernier voyage d’August Macke, Goethe-Institut, Tunis, 1988
- München-Kairouan, Akademie Galerie, München, 1990
- Arbeiten auf Papier, Kunstverein Braunschweig, 1990
- Le dernier voyage d’August Macke, Musée Arthur Rimbaud, Charleville-Mézières, 1992
- Henry D. Thoreau, Landschaft und Gedächtnis, Aspekte Galerie, München, 1993
- Eine Folge von GeSchichten, Paläontologisches Museum München, 1995
- À la Leporello - Paul Klee, München, 1996
- Ulrike Draesner, anis-o-trop, mit Zeichnungen von Joachim Jung, Hamburg, 1997
- Dirk Heißerer, Joachim Jung, Ortsbeschreibung, München, 1998
- Joachim Jung. Bilder aus 25 Jahren. 28. Oktober 2005 bis 8. Januar 2006. Kallmann-Museum Ismaning, 2005

## Online-Veröffentlichungen
- Joachim Jung, Paul Klee in Landshut 1916 In: Zwitscher-Maschine. Journal on Paul Klee / Zeitschrift für internationale Klee-Studien. Nr. 2 / 2016.
- Joachim Jung, Klee München, Ainmillerstrasse 32, Zweiter Stock rechts Gartenhaus In: Zwitscher-Maschine. Journal on Paul Klee / Zeitschrift für internationale Klee-Studien. Nr. 5 / 2018.

## Film
- August Mackes letzte Reise. Dokumentarfilm, Regie: Marianne Rosenbaum und Gérard Samaan. Über und unter der Mitwirkung von Joachim Jung. WDR, 1989
- Linde-Partitur. Film von Jacqueline Kaess-Farquet. Independent Artfilms, 2012
- Im Licht von Kairouan. Eine Zeitreise in Bildern. 1900-1920. Film-Essay von Bernt Engelmann und Gisela Wunderlich. Unter Mitwirkung u. a. von Joachim Jung. Tasca films munich, 2014